# Голдстино
Голдстино — это фермион Намбу-Голдстоуна, возникающий при спонтанном нарушении суперсимметрии.
Это близкий фермионный аналог бозонов Намбу-Голдстоуна, управляющих спонтанным нарушением обычных бозонных симметрий.
Как и в случае голдстоуновских бозонов, он безмассовый, если, кроме того, не происходит небольшого явного нарушения суперсимметрии поверх основного спонтанного нарушения; в этом случае он развивает небольшую массу, аналогичную массе псевдоголдстоуновских бозонов с нарушением киральной симметрии.
В теориях, где суперсимметрия — это глобальная симметрия, голдстино — это обычная частица (возможно, самая легкая суперсимметричная частица, ответственная за темную материю).
В теориях, где суперсимметрия является локальной симметрией, голдстино поглощается гравитино, калибровочным полем, с которым оно связано, становясь его продольной составляющей и придавая ему неисчезающую массу. Этот механизм является близким аналогом того, как поле Хиггса придает ненулевую массу W- и Z-бозонам.
Рудиментарные бозонные суперпартнеры голдстино, называемые сгольдстино, также могут появиться, но не обязательно, поскольку супермультиплеты были сведены к массивам. По сути, SSB суперсимметрии, по определению, подразумевает нелинейную реализацию суперсимметрии в моде Намбу-Голдстоуна, в которой голдстино идентично взаимодействует со всеми частицами в этих массивах и, таким образом, является суперпартнером всех из них в равной степени.